# Dorfkirche Rauda

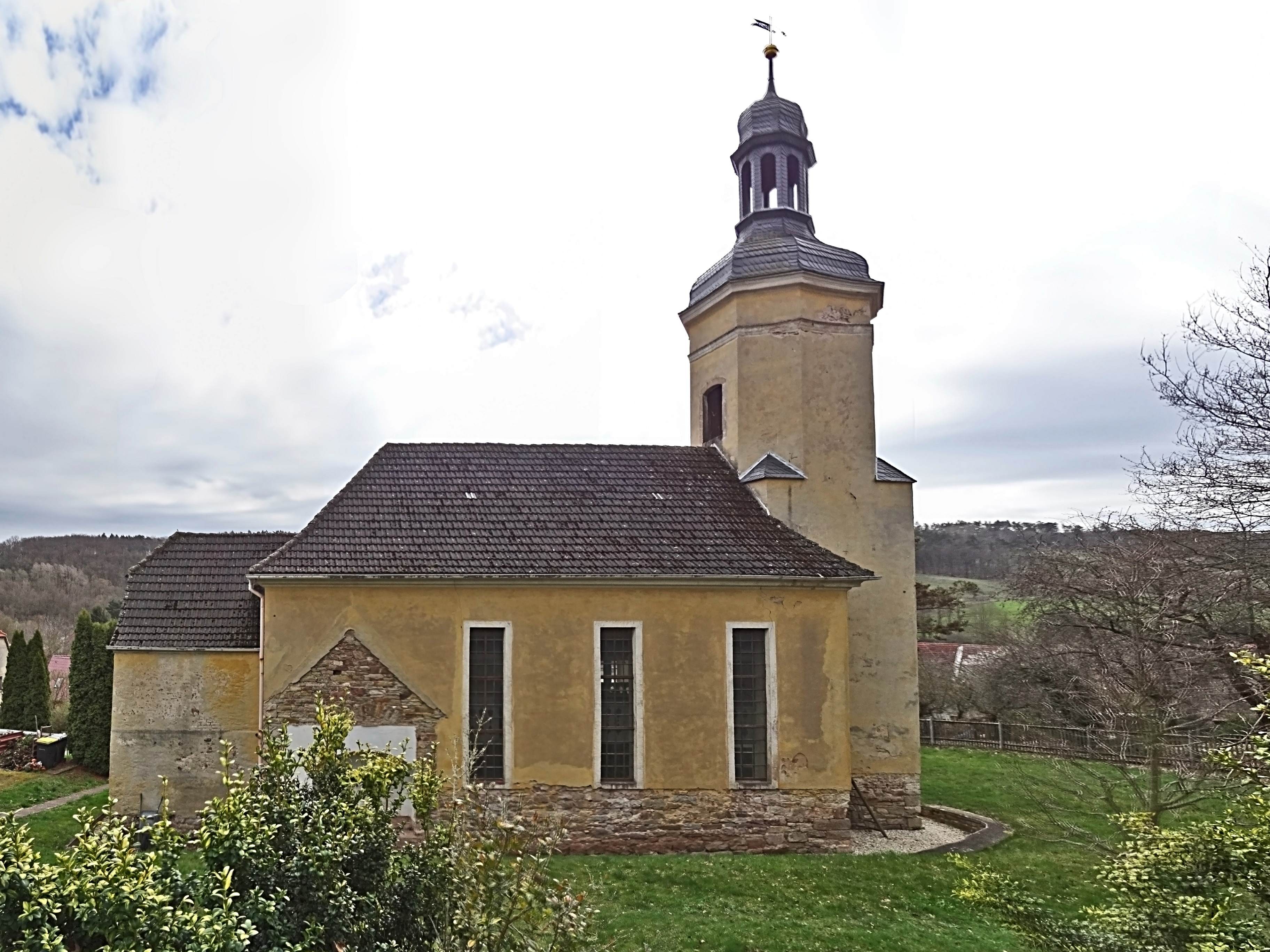
Die Kirche

Die evangelisch-lutherische, denkmalgeschützte Dorfkirche Rauda steht in der Gemeinde Rauda im Saale-Holzland-Kreis in Thüringen. Sie gehört zum Pfarrbereich Eisenberg-Crossen im Kirchenkreis Eisenberg der Evangelischen Kirche in Mitteldeutschland.

## Lage
Die Dorfkirche steht am Südhang nördlich des Tales bei Rauda an der Bundesstraße 7.

## Geschichte
1219 stand eine Kapelle in Rauda, was eine Urkunde des Nonnenklosters in Eisenberg belegt. Seit der Reformation wurde Raudas Kirche ein Filialstandort von Etzdorf.
Das Baujahr der heutigen Kirche ist unbekannt; der Baustil ist jedoch barock. 1701 wurde der Anbau der Sakristei und der Logen schriftlich fixiert. Über den Kirchturm wurde 1749 schriftlich berichtet. Patron der Kirche war der Etzdorfer Gutsbesitzer. Sein Wappen ist über dem Portal der Kirche angebracht.

## Ausstattung
Zwischen 1705 und 1720 wurde die Kirche grundlegend umgebaut und der ganze Bau instand gesetzt. Das Langhaus wurde nach Osten erweitert und eine Sakristei angebaut. 1749/50 wurde der eingezogene Kirchturm auf quadratischem Grundriss komplett erneuert. Er erhielt ein achtseitiges Obergeschoss, in dem sich der Glockenstuhl befindet. Darauf sitzt eine niedrige geschweifte Haube, die mit einer offenen Laterne mit Turmkugel gekrönt wird. Die alten Glocken aus Bronze wurden im II. Weltkrieg eingeschmolzen. Die heutige kleine Glocke stammt von 1934, die große von 1953. Die beiden Glocken müssen manuell geläutet werden. Das Kirchenschiff ist mit zweigeschossigen Emporen ausgestattet und mit einer von Vouten unterstützten Decke überspannt. Die Patronatsloge des Gutsbesitzers wurde in eine Leichenhalle umgebaut, die 1999 abgerissen wurde. 1982 war die letzte grundhafte Sanierung. Die Stuckdecke ist wieder in Ordnung gebracht und der Saal ist heller geworden. Die Erweiterung des Langhauses ist durch eine Wand mit dem barocken Kanzelaltar abgetrennt. Eine Orgel wurde zwar damals nicht eingebaut, die Reparatur einer Orgel ist zwischen 1877 und 1905 registriert.